# نظارة مفردة

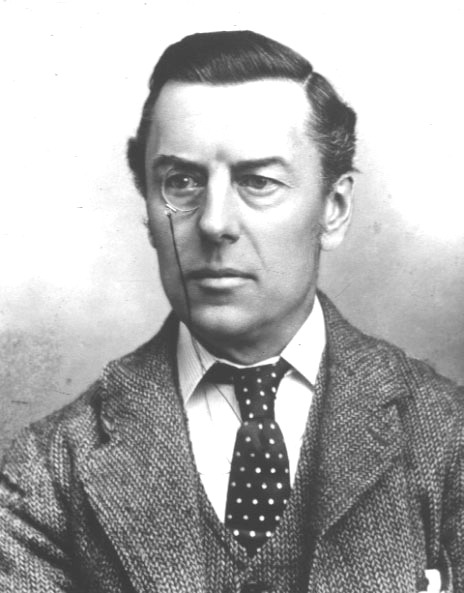
جوزيف تشامبرلاين يرتدي نظارة مفردة

النظارة المفردة أو المونوكل (Monocle) هي عدسة مفردة تستخدم لتحسين النظر, حيث يتكون من عدسة بإطار أو بدون اطار متصلة بسلسلة.
أستخدم المونوكل منذ زمن قديم ويقال أول من أستخدمه هو نيرون.
أستخدم بعض جنرالات الجيش الألماني المونوكل وكثيرا ما كانوا يظهرون ببزتهم العسكرية والصولجان تحت أبطهم والمونوكل على عينهم وبعضهم يستخدم النظارات المعدنية ذات الإطار الصغير.